# Saint-Pol-de-Léon
 Saint-Pol-de-Léon  (en bretón Kastell Paol) es una población y comuna francesa, situada en la región de Bretaña, departamento de Finisterre, en el distrito de Morlaix. Es el chef-lieu del cantón de Saint-Pol-de-Léon.
El municipio extrae su nombre de uno de los santos fundadores legendarios de Bretaña: San Pablo Aureliano. Parece que haya llevado el nombre de Legio en época galo-romana, porque en ella se basaba una legión romana. El nombre latino se dio a toda la región que es ahora el Léon. Fue la sede mucho tiempo de un obispo hoy adjunto al de Quimper.
Ciudad marítima pero también ciudad monumental tiene un importante patrimonio religioso que supera al de las otras ciudades bretonas. Fue sede de un obispado hasta la Revolución francesa y de ese período conserva una arquitectura única, en particular la iglesia catedral del siglo XIII y la iglesia más alta de Bretaña (80 metros): el Kreisker. 
Saint-Pol-de-Léon es también una ciudad que mira hacia el futuro. Primera comarca de Bretaña en el cultivo de hortalizas, exporta cada año miles de toneladas a toda Europa.

## Historia
Saint-Pol-de-Léon estaba rodeada de fortificaciones en época romana. En el siglo VI, la ciudad monástica se convirtió en un obispado por uno de los santos fundadores legendarios de Bretaña : Saint-Pol Aurélien.
En el siglo XV, la ciudad se convirtió en el centro espiritual y cultural de la región. Tenía 2000 habitantes. La actividad del puerto de Pempoul alcanzó su valor máximo. 
Las fortificaciones fueron protegidas hasta el siglo XVIII, siglo de la decadencia cultural y económico para la ciudad. La instalación del ferrocarril en 1883 contribuye en gran medida al desarrollo de la horticultura. En 1890, Saint-Pol-de-Léon se ha convertido en el mayor exportador de hortalizas procedentes de Francia. Hoy en día, sus centros de investigación y laboratorios atraen a investigadores de muy alto nivel.

## Demografía
| 8347 | 8044 | 8044 | 7462 | 7261 | 7121 |
| Para los censos de 1962 a 1999 la población legal corresponde a la población sin duplicidades (Fuente: INSEE [Consultar]) |      |      |      |      |      |

- INSEE, población 2008

## Lugares y monumentos

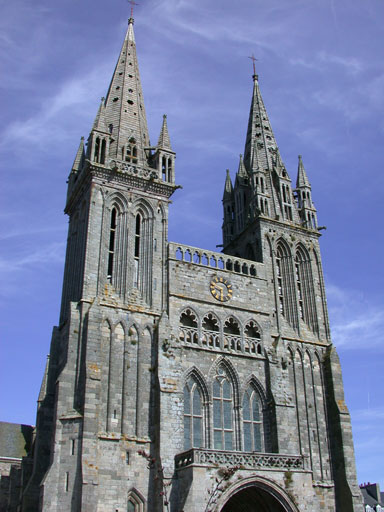
Catedral de San Pablo Aureliano

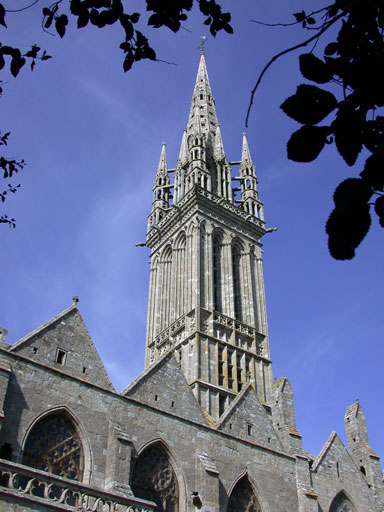
Capilla Nuestra Señora del Kreisker

- La antigua catedral de San Pablo Aureliano, hoy basílica, y sus órgano (1657–1660) obra de los ingleses Robert et Thomas Dallam, catalogado como monumento histórico (tiene 2118 tubos). La catedral gótica (siglo XIII – siglo XVI) está dedicada a san Pablo Aureliano, primer obispo de Léon (siglo VI). Fue construida en el lugar de una iglesia románica de la cual quedan unos pocos vestigios, el monumento fue edificado en varias etapas. La nave fue realizada en piedra caliza de Caen, la fachada oeste y la puerta sur son del siglo XIII mientras que el coro y el crucero son de principios del siglo XV. La basílica fue terminada en la segunda mitad del siglo XVI. Desde el año 1901 es también basílica menor de la Anunciación.

- La iglesia Nuestra Señora del Kreisker. Con sus 80 metros de altura, el campanario de la iglesia del Kreisker es el más alto de Bretaña. Fue fundada en el siglo VI, con el nombre de "Kreis-ker" puesto que estaba situada en el mismo centro de una aldea. Como era de madera no resistió las destrucciones de los normandos en el siglo IX. En 1375 los ingleses quemaron la ciudad pero reconstruyeron inmediatamente la iglesia dañada. Algunos detalles de la arquitectura como el "perpendicular style" en la base de la torre son de influencia inglesa. Después de la Guerra de Sucesión Bretona los ingleses se establecieron en Saint-Pol y convirtieron el campanario en una atalaya para vigilar tanto el mar como el campo cercano. Al marcharse los ingleses en el siglo XV, se mandó rematar la torre con una preciosa aguja y se modificó notablemente el edificio. La torre se apoya en cuatro pilares de 3,20 metros de anchura. Si comparamos la esbeltez de los pilares con la altura de la torre es difícil entender que esta mole tan enorme tenga bases aparentemente tan débiles: se trata un verdadero desafío al equilibrio. Una escalera de 169 peldaños lleva a la balaustrada desde donde se obtiene una vista panorámica única.
- El Ayuntamiento. En el siglo XVIII, los obispos de Léon marcaron fuertemente la arquitectura de la ciudad. En 1706 el obispo de la Bourdonnaye mandó edificar un nuevo palacio episcopal. Ampliado en 1750 es hoy el ayuntamiento. En el interior merece especial atención la escalera monumental adornada con algunos cuadros del museo del Louvre así como el cuadro de Yan' Dargent "Fillette léonarde : niña de Léon".
- Palacio de Kernevez (1849) y su parque (37 hectáreas). El sitio fue designado en 1973.
- Palacio de Kersaliou (1890), y su parque arbolado.
- Boutouiller (megalito).
- La costa se extiende unos 13 kilómetros. Algunas de sus playas o calas llevan nombres poéticos : “Tahiti”, “Le Petit Nice : la Pequeña Niza”, “Sainte Anne : Santa Ana”. Se pueden descubrir desde el mirador del parque municipal del "Champ de la Rive" el Campo de la Ribera” con su calvario erigido en 1901. Probablemente se trata de la vista más excepcional de toda la parte norte de Finistère: el islote de Santa Ana, la península de Trégondern, el puerto en aguas profundas de Roscoff, con sus grandes transbordadores (Brittany Ferries) es un punto de salida hacia Inglaterra, Irlanda y España (Santander); la isla Callot y el castillo del Taureau (fuerte defensivo mandado construir por François I y fortificado por Vauban). Se divisan los peñascos de Primel, la costa de Lannion y el armonioso grupo de las Siete Islas (Les sept Iles)...

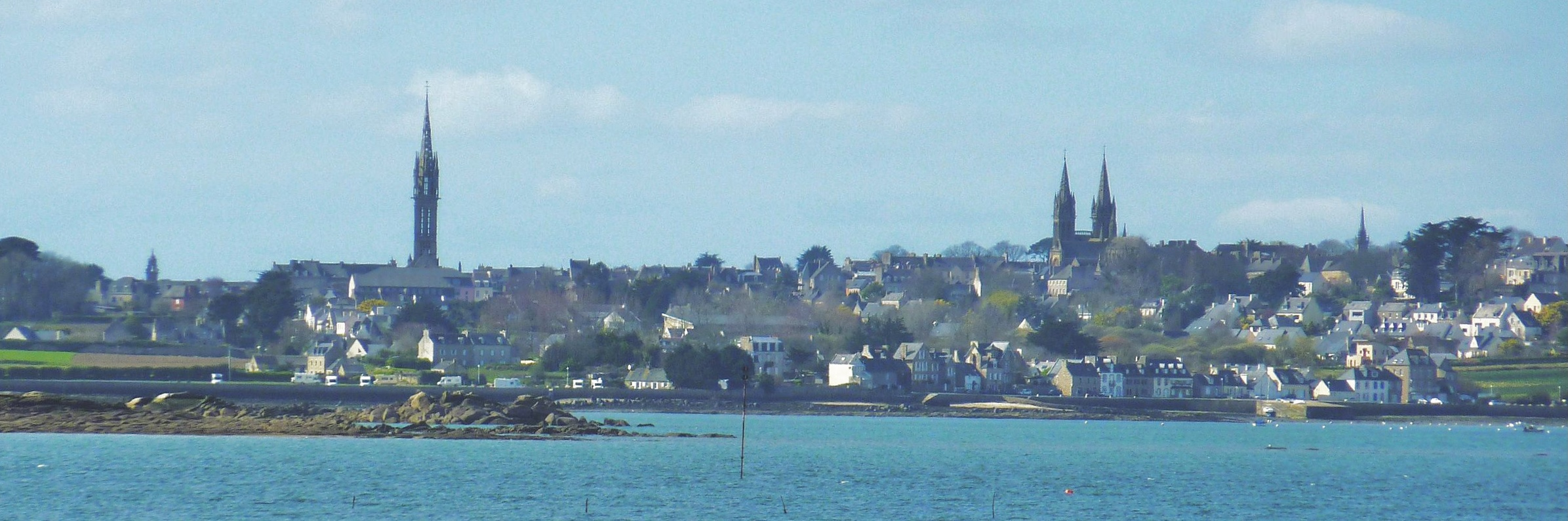
Puerto Pempoul y la ciudad vista de la isla Callot

## Ciudades hermanadas
- Benicarló, España
- Vechta, Alemania
- Penarth, Reino Unido (roto en 2011)

## Famosos
- Pol Aurélien, santo y obispo del región de León
- Juan Guas, arquitecto del siglo XV. Participó con su padre en la construcción de la catedral St Pol antes de entrar en España.
- Gérard Jaffrès, músico y cantautor
- Romuald, cantante, autor y actor que participó en diversos certámenes musicales en Europa y América Latina.